# DB HBR 5
La HBR 5 era una piccola autovettura sportiva prodotta dal 1954 al 1961 dalla piccola Casa automobilistica francese DB.

## Profilo

### Genesi e debutto
Era una piccola berlinetta prodotta in un limitato numero di esemplari stradali e utilizzata con buoni risultati anche in ambito sportivo. Tale vettura nacque per sostituire la precedente DB 750 Coach, prodotta fra il 1952 e il 1954 in appena 130 esemplari.
Per la nuova vettura si scelse di avvalersi dell'esperienza della carrozzeria Chausson, sia per il fatto che le precedenti collaborazioni con le carrozzerie Antem e Frua non convinsero appieno i due patron della DB, sia per il fatto che la carrozzeria Chausson stava mettendo a punto proprio in quel periodo una nuova tecnologia per la produzione dei pannelli di carrozzeria, basata sull'utilizzo della vetroresina, una vera novità in quegli anni. Tale soluzione avrebbe permesso un risparmio di peso sensibile rispetto alla lamiera di acciaio, senza per questo pregiudicare la rigidezza della struttura.
Naturalmente, il destino della futura berlinetta sarebbe stato non solo quello di vettura di serie, ma anche quello di una vettura da competizione. Per poter omologare tale modello in categoria gran turismo, sarebbe occorsa però una produzione di almeno cento esemplari. Per questo, la carrozzeria Chausson acquisì le attrezzature necessarie per la produzione in serie.
La nuova vettura fu presentata al Salone di Parigi nel 1953: in realtà, ciò che venne presentato alla kermesse parigina fu solo un prototipo, caratterizzato dal fatto di montare ancora una carrozzeria in lamiera di acciaio, e così anche i tre successivi prototipi non fecero uso di vetroresina. Ciononostante, la vettura riscosse già al Salone di Parigi notevoli consensi. La denominazione scelta fu una sigla, ossia HBR 5, dove il numero 5 stava a indicare il numero di cavalli fiscali secondo la vigente normativa fiscale francese.

### Design esterno e interno

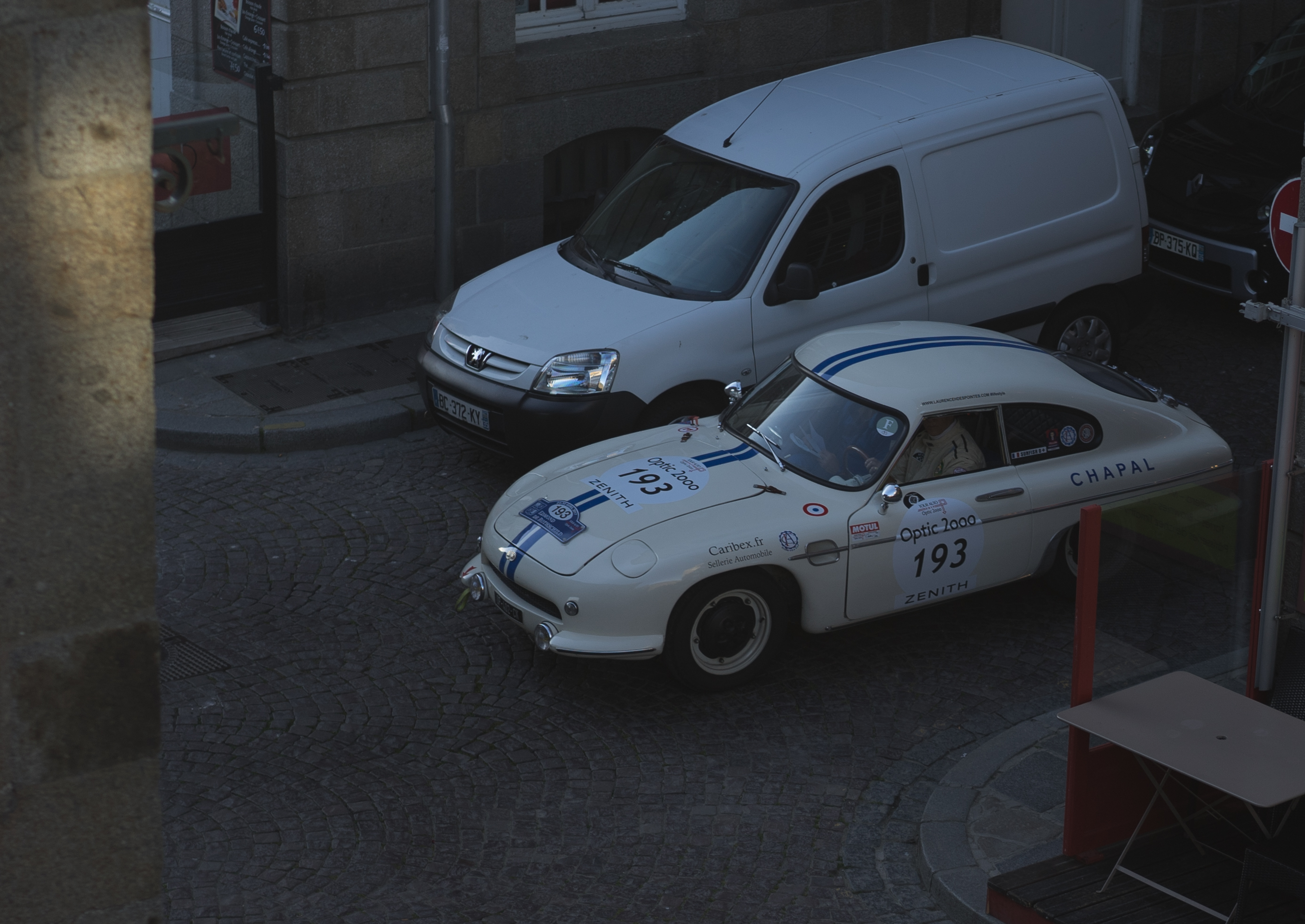
Uno dei primi esemplari con fari a scomparsa

Esternamente, la HBR 5 era disegnata in schietto stile anni '50 del secolo scorso: ne sono una prova le linee arrotondate ma nel contempo slanciate, la coda raccolta con piccoli fari e appena un accenno di pinne. Evidenti gli sbalzi a causa dell'utilizzo di un telaio a passo assai corto (2.13 metri) rispetto agli ingombri totali della vettura. Le prime HBR 5 erano caratterizzate da un frontale con fari a scomparsa, che sarebbero poi scomparsi nel corso della carriera commerciale della vettura. La linea di cintura era perfettamente orizzontale e partiva da dietro i fari anteriori per incontrare le maniglie porta e terminare una volta raggiunta la coda. Alla base del lunotto si trovavano le cerniere del piccolo sportello del vano bagagli, nonché il bocchettone del carburante, sul lato sinistro. Nel corso degli anni, la vettura subirà numerosi aggiornamenti di dettaglio dal punto di vista estetico.

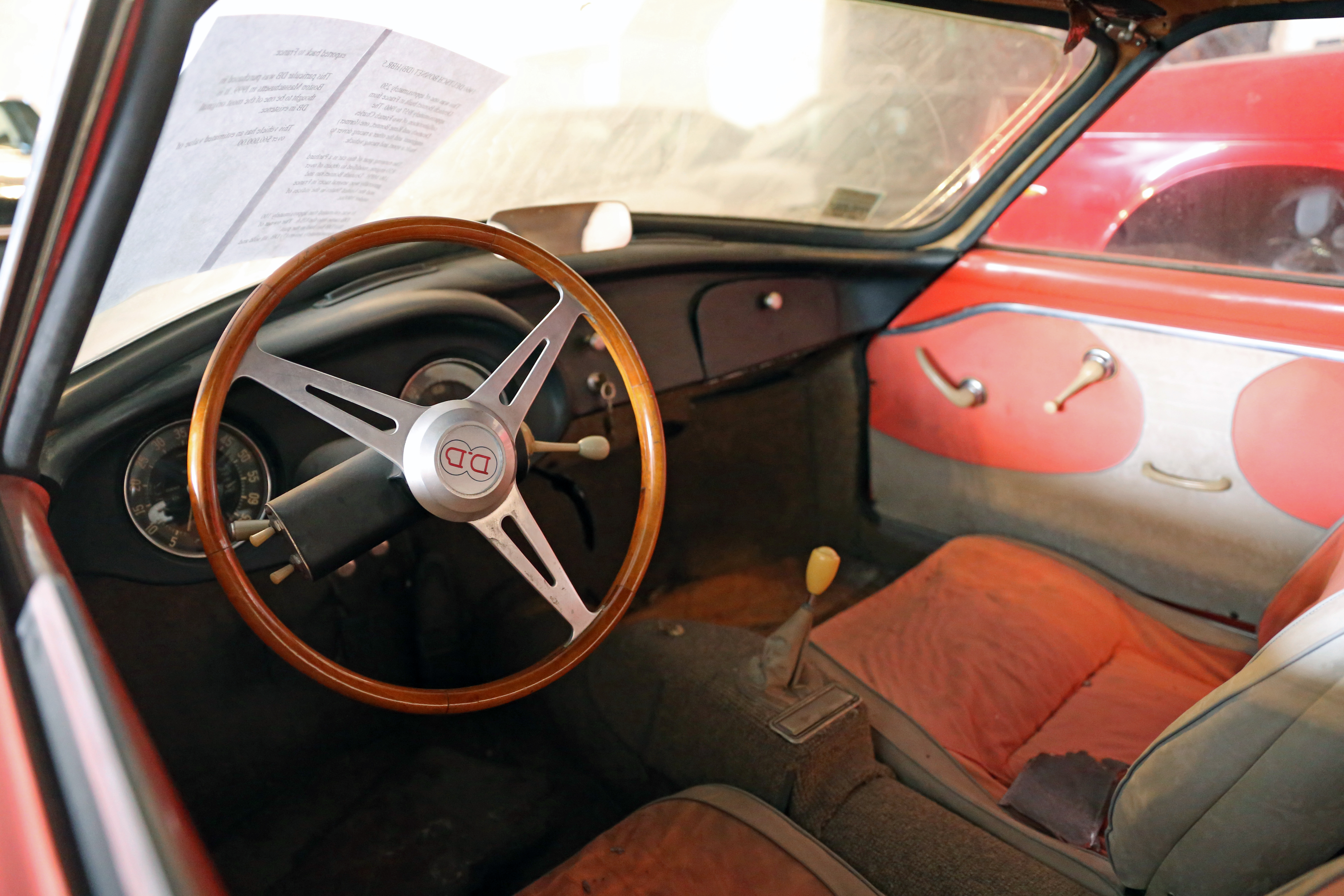
Gli interni

L'abitacolo era omologato per due persone e nelle versioni stradali si presenta con selleria e pannelli porta rivestiti in similpelle e con cruscotto a due quadranti circolari (tachimetro e contagiri). Piuttosto semplificata la plancia, dotata di un piccolo vano portaoggetti con sportello sul lato destro.

### Struttura, meccanica e motori
La HBR 5 era caratterizzata da una struttura a telaio separato in acciaio e a trave centrale, una soluzione che risultava essere la migliore per ottenere il più favorevole compromesso tra rigidezza e leggerezza. Si trattava anche di una soluzione già collaudata in test severi come le competizioni sui tracciati di mezzo mondo, dove le monoposto e biposto DB seppero farsi valere cogliendo anche risultati notevoli. Insolito, per quegli anni, lo schema meccanico, caratterizzato dalla soluzione "tutto avanti", ossia con motore anteriore e trazione anteriore. Una novità, poiché situata in un periodo in cui praticamente l'intera concorrenza (Abarth, Stanguellini, Alpine, ecc) era rimasta ancora fedele alla trazione posteriore.
Lo schema sospensivo della HBR 5 prevedeva un avantreno a ruote indipendenti con bracci obliqui e doppia balestra trasversale. Il retrotreno era invece a ruote semindipendenti, con triangoli orizzontali e barre di torsione. Su entrambi gli assi erano presenti ammortizzatori idraulici telescopici. L'impianto frenante era invece a quattro tamburi, mentre lo sterzo era del tipo a cremagliera.

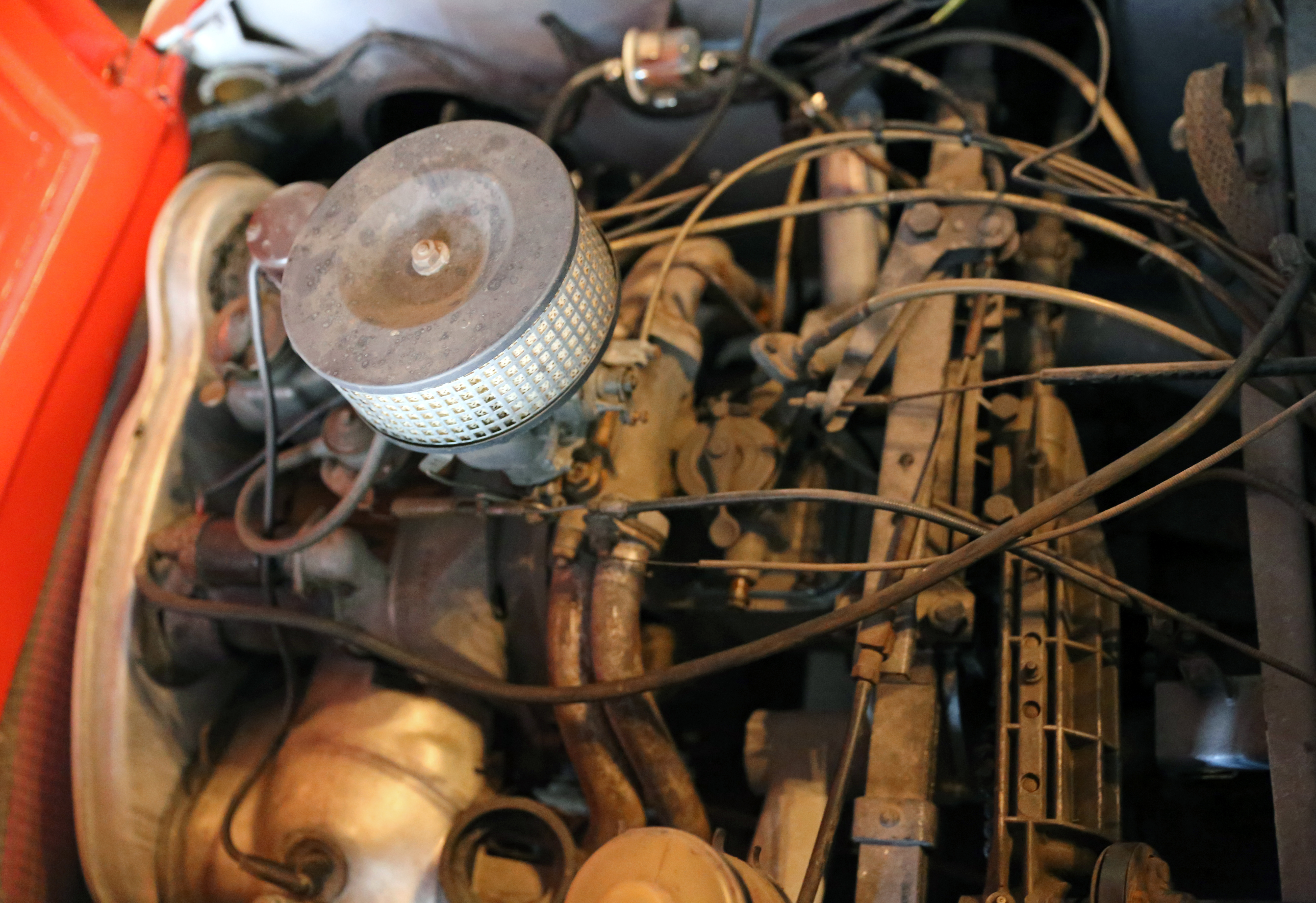
Il motore

La HBR 5 montava un motore di origine Panhard, derivato direttamente dalla Dyna Z, la berlina regolarmente prodotta dalla Panhard. Tale motore era un bicilindrico orizzontale raffreddato ad aria da 851 cm³ di cilindrata (alesaggio e corsa: 85x75 mm), che nel caso della piccola sportiva vide una profonda rivisitazione, tra cui l'aumento del rapporto di compressione (da 7.2:1 a 8.2:1) e l'adozione di un carburatore doppio corpo Zenith. La potenza massima crebbe così da 42 a 58 CV a 5700 giri/min, sufficienti per spingere il leggero corpo vettura alla ragguardevole (per l'epoca) velocità massima di 165 km/h. Una particolarità stava nella distribuzione, del tipo ad asse a camme centrale con valvole in testa: le valvole non erano richiamate dalle canoniche molle elicoidali, ma da molle a barra di torsione.
Il cambio era manuale a 4 marce e inviava la coppia motrice alle ruote anteriori mediante una frizione monodisco a secco (rinforzata rispetto a quella montata sulla Dyna Z) e mediante specifici giunti omocinetici Bibax-Glaenzer. La seconda e la terza marcia erano sincronizzate.

### Evoluzione della gamma

#### La gamma durante gli anni '50
Fin dal suo lancio commerciale, avvenuto all'inizio del 1954, la HBR 5 fu affiancata da una versione più economica, denominata HBR 4, la quale fu equipaggiata con un meno prestante motore da 745 cm³,anch'esso di origine Panhard e montato sulle varianti Type 120 della Dyna X.
Tuttavia, di lì a non molto la carrozzeria Chausson si rese conto che la produzione della piccola vettura si sarebbe rivelata poco redditizia, per cui decise di abbandonare la produzione in serie. Ma per non mettere in difficoltà i progetti della DB, acconsentì a cedere a quest'ultima gli stampi e le altre attrezzature per la produzione presso l'impianto di Champigny. In cambio, la carrozzeria Chausson si sarebbe accontentata di un piccolo contributo da parte della DB per ogni carrozzeria prodotta.
Numerose furono le modifiche che interessarono la gamma nel corso della sua carriera commerciale: al Salone di Parigi del 1954 fu presentata la versione "model-year 1955", che si distingueva dalla precedente per una vistosa nervatura centrale che percorreva longitudinalmente il cofano motore. Dal punto di vista meccanico divenne possibile ordinare la vettura anche con freni a disco.
Nel 1957, per breve tempo comparvero dei faretti supplementari sotto il paraurti, ma nel mese di dicembre i fari a scomparsa furono soppiantati da nuovi fari fissi con carenatura in plexiglas. La vettura continuò ad attirare consensi, anche se non furono che poche centinaia coloro che staccarono il fatidico assegno per acquistarne una, e ciò fu colpa del prezzo troppo elevato in rapporto alla fascia di mercato della vettura.
Nel gennaio del 1959 vi furono aggiornamenti ai paraurti, ma nell'autunno, la produzione dell'intera gamma HBR 5 cessò, anche se la carriera commerciale non finì a quel punto.

#### Fine della carriera: la Super Rallye
Fra il 1960 e il 1961 la vettura fu infatti riproposta in una nuova edizione denominata Super-Rallye, più performante e spinta da un inedito motore da 954 cm³, sempre bicilindrico, sempre raffreddato ad aria e sempre di origine Panhard in quanto frutto della rialesatura dei cilindri, il cui diametro passò così da 85 a 90 mm. La potenza massima di questo nuovo motore crebbe fino a 72 CV a 6000 giri/min, con un picco di coppia pari a 78.5 Nm a 4800 giri/min. Meccanicamente erano presenti tra l'altro nuovi tamburi freno di maggiori dimensioni e nuovi condotti di aspirazione nel propulsore. La carrozzeria della Super-Rallye era più bassa di ben 10 cm rispetto alla HBR 5 e così il parabrezza era sensibilmente più inclinato. La Super-Rallye raggiungeva una velocità massima di ben 185 km/h, sempre grazie alla leggerezza del corpo vettura, con carrozzeria ancora una volta in vetroresina.
Ne fu prodotta solo una dozzina di esemplari prima della definitiva uscita dal listino, avvenuta nel 1961. La Super-Rallye fu anche l'ultima vettura stradale prodotta dalla D.B. In quell'anno il sodalizio tra Charles Deutsch e René Bonnet si ruppe a causa di divergenze fra i due. Ebbe così termine la storia della piccola Casa francese.